# Yuli Verdugo
Yuli Paola Verdugo Osuna (* 29. Juni 1997 in La Paz) ist eine mexikanische Bahnradsportlerin, die auf die Kurzzeitdisziplinen spezialisiert ist.

## Sportliche Laufbahn
Seit 2015 ist Yuli Verdugo im internationalen Bahnradsport aktiv. 2015 wurde sie Panamerikameisterin der Juniorinnen im Sprint und errang jeweils Silber im 500-Meter-Zeitfahren und mit Marianna Valadez im Teamsprint. 2016 (mit Jessica Salazar) und 2018 (mit Salazar und Daniela Gaxiola) wurde sie kontinentale Meisterin im Teamsprint, 2016 zudem Vize-Meisterin im Sprint. 2018 errang sie bei den Zentralamerika- und Karibikspielen Bronze im Sprint. Im Jahr darauf gewann sie bei den Panamerikaspielen Bronze im Keirin und Silber im Teamsprint (mit Salazar) bei den kontinentalen Meisterschaften. 2021 wurde sie Panamerikameisterin im Keirin und mit Melanie Ramírez und Sofía Martínez im Teamsprint; im Sprint errang sie Silber.
2021 startete Verdugo bei den Olympischen Spielen in Tokio in drei Disziplinen: Mit Daniela Gaxiola wurde sie Sechste im Teamsprint, im Sprint 20. und im Keirin gemeinsame 23. 2024 trat Verdugo erneut in allen drei Disziplinen bei den Olympischen Spielen an, wobei das Teamsprint-Trio mit Verdugo, Gaxiola und Jessica Salazar Fünfte wurde; im Sprint und im Keirin schied Verdugo jeweils in der ersten Runde aus.

## Erfolge

### Bahn
2013
- Panamerika-Juniorenmeisterin – Sprint, Teamsprint (mit Jessica Salazar)
- Panamerika-Juniorenmeisterschaften – 500-Meter-Zeitfahren

2015
- Panamerika-Juniorenmeisterin – Sprint
- Panamerika-Juniorenmeisterschaft – 500-Meter-Zeitfahren, Teamsprint (mit Marianna Valadez)

2016
- Panamerikameisterin – Teamsprint (mit Jessica Salazar)
- Panamerikameisterschaft – Sprint

2017
- Panamerikameisterschaft – Sprint

2018
- Panamerikameisterin – Teamsprint (mit Daniela Gaxiola und Jessica Salazar)
- Zentralamerika- und Karibikspiele – Sprint

2019
- Panamerikaspiele – Keirin
- Panamerikameisterschaft – Teamsprint (mit Jessica Salazar)
- Mexikanische Meisterin – Keirin

2020
- Mexikanische Meisterin – Keirin

2021
- Mexikanische Meisterin – Keirin, Teamsprint (mit Daniela Gaxiola und Jessica Salazar)
- Panamerikameisterin – Keirin, Teamsprint (mit Melanie Ramírez und Sofía Martínez)
- Panamerikameisterschaft – Sprint

2022
- Panamerikameisterschaft – Teamsprint (mit Jessica Salazar und Daniela Gaxiola)
- Panamerikameisterschaft – Sprint

2023
- Nations Cup in Milton – Teamsprint (mit Daniela Gaxiola und Jessica Salazar)
- Panamerikameisterin – Teamsprint (mit Daniela Gaxiola und Jessica Salazar)
- Panamerikameisterschaft – Sprint
- Panamerikaspiele – Teamsprint (mit Daniela Gaxiola und Jessica Salazar)
- Panamerikaspiele – Sprint

2024
- Panamerikameisterin – Teamsprint (mit Jessica Salazar und Daniela Gaxiola)